# Jason Orange
Jason Thomas Orange (Manchester, 10 de julho de 1970) é um ex cantor  inglês, dançarino e ator profissional. Ele era um membro do Take That nos anos 90 e, novamente, após a sua reunião em 2005, ele deixou o grupo em 2014.

## Biografia
Jason era membro de um grupo de Street Machine, de Manchester, tendo o seu primeiro momento de fama num programa televisivo chamado Hitman and Her. Também actuou em clubes nocturnos com outro grupo, chamado Street Beat, altura em que conheceu Howard Donald, tempos antes de ser convidado por Nigel Martin Smith a integrar nos Take That.
Quando a banda se separou, Jason estudou teatro, participando, mais tarde, em mini-séries do Channel 4. Durante o tempo em que esteve longe da banda, Jason também estudou psicologia, biologia e sociologia e, viajou por toda a Europa e América.
Quando os Take That regressaram, Jason estreou-se pela primeira vez como voz principal com o tema "Wooden Boat", tornando-se sempre um momento muito especial nos concertos. Assim como grandes participações em palco tocando viola - uma habilidade que adquiriu na altura em que foi gravado "Babe", em 1993.